# Eva Asterová
Eva Asterová (* 27. září 1956 Praha) je česká herečka a tanečnice. Jejím manželem je hudebník Alexander Čihař. Má dvě sestry: Danu (tanečnice) a Moniku (architektka).

## Biografie
Eva Asterová se od svých 5 let věnuje tanci. Vystudovala Taneční konzervatoř v Praze (1976) a taneční pedagogiku na HAMU (1981). Při studiích si přivydělávala jako fotomodelka. Působila v Pražském komorním baletu Pavla Šmoka (zde začínala), Černém divadle Jiřího Srnce a v divadle Imaginativ (které spoluzakládala). V roce 1989 založila s manželem divadlo Image.
Před kamerou debutovala v seriálu o panu Tau. Tančila ve filmech Rusalka (1977), Lásky mezi kapkami deště (1979), Temné slunce (1980) a Trhák (1980). Ztvárnila také několik menších rolí flirtující dívky, např. ve filmech Signum laudis (1980), Co je vám, doktore? (1984), Cena medu (1986), Smrt krásných srnců (1986) a Anděl svádí ďábla (1988).

## Filmografie

### Filmové a televizní role
- 1969: Pan Tau (seriál)
- 1977: Rusalka
- 1979: Lásky mezi kapkami deště
- 1980: Temné slunce
- 1980: Trhák
- 1980: Signum laudis
- 1984: Co je vám, doktore? – Veronika[2]
- 1986: Cena medu
- 1986: Smrt krásných srnců
- 1988: Anděl svádí ďábla – Jeanette[2]